# Słowacja na Letnich Igrzyskach Olimpijskich 1996
Słowację na Letnich Igrzyskach Olimpijskich 1996 reprezentowało 71 zawodników, 58 mężczyzn i 13 kobiet. Były to pierwsze Letnie Igrzyska Olimpijskie dla Słowacji po rozpadzie Czechosłowacji.

## Zdobyte medale
| Medal  | Zawodnik            | Dyscyplina  | Konkurencja                |
| ------ | ------------------- | ----------- | -------------------------- |
| Złoto  | Michal Martikán     | Kajakarstwo | C-1 slalom                 |
| Srebro | Slavomír Kňazovický | Kajakarstwo | C-1 500 m                  |
| Brąz   | Jozef Gönci         | Strzelectwo | karabin małokalibrowy 50 m |